# Mathilde en Bavière
Pour les articles homonymes, voir Mathilde de Bavière.
 (avril 2009).
Si vous disposez d'ouvrages ou d'articles de référence ou si vous connaissez des sites web de qualité traitant du thème abordé ici, merci de compléter l'article en donnant les références utiles à sa vérifiabilité et en les liant à la section « Notes et références ».
Mathilde Ludovica, duchesse en Bavière et comtesse de Trani (née le 30 septembre 1843 au château de Possenhofen – décédée le 18 juin 1925 à Munich) était une des filles du duc Maximilien en Bavière et de son épouse née Ludovica de Bavière, fille cadette du roi Maximilien Ier.
Ses proches l'avaient affectueusement surnommée Spatz (« moineau » en allemand) pour sa gaieté.

## Biographie

### Enfance
Mathilde reçoit la même éducation sans contrainte que ses frères et sœurs, l'hiver dans le palais de la Résidence à Munich (Die Residenz), l'été à la campagne près du lac de Starnberg au château de Possenhofen, surnommé Possi par toute la famille. Elle est la sœur de :
- Louis Guillaume (1831-1920).
- Hélène Caroline Thérèse dite Néné (1834-1890), princesse de Tour et Taxis.
- Élisabeth Amélie Eugénie (1837-1898), impératrice d'Autriche-Hongrie.
- Charles Théodore dit Gackel ("petit coq") (1839-1909).
- Marie Sophie Amélie (1841-1925), reine des Deux-Siciles.
- Sophie Charlotte Auguste (1847-1897), duchesse d'Alençon.
- Maximilien Emmanuel dit Mapperl (1849-1893).

Elle a 8 ans quand sa sœur Élisabeth dite Sissi épouse leur cousin utérin l'empereur d'Autriche. Dès lors, Mathilde et ses sœurs deviennent de facto des partis intéressants. C'est une revanche pour leur mère, meurtrie de n'avoir pas épousé une tête couronnée.
En 1859, c'est Marie-Sophie qui épouse François, héritier du royaume des Deux-Siciles. A peine la jeune princesse a-t-elle posé le pied sur le sol de sa nouvelle patrie que son beau-père le roi Ferdinand II s'éteint et que son mari devient le roi François II des Deux-Siciles. Quelques mois plus tard, Garibaldi et ses chemises rouges envahissent la Sicile puis la partie continentale du royaume. La famille royale se réfugie dans la forteresse de Gaète où Marie-Sophie, à peine âgée de 19 ans, est l'âme de la résistance. Vaincu, le roi et la reine reçoivent l'hospitalité du pape Pie IX. Marie-Sophie s'ennuie. Avec le soutien de sa sœur Elisabeth, impératrice d'Autriche, elle envisage de marier leur sœur cadette au frère cadet du roi déchu.

### Mariage
En 1859, la sœur de Mathilde, Marie-Sophie, épouse le roi François II des Deux-Siciles. Les Deux-Siciles sont peu après envahies par les chemises rouges de Garibaldi, et après deux ans de lutte, le couple royal trouve refuge à Rome sous la protection du pape Pie IX, tandis que le royaume de François II est intégré au nouveau royaume d'Italie.
Marie-Sophie s'ennuie auprès de son mari et, avec sa sœur aînée l'impératrice d'Autriche, Élisabeth, elle décide d'arranger le mariage de leur cadette. Ainsi, le 5 juin 1861, Mathilde épouse à Munich le prince Louis (Luigi) des Deux-Siciles, Comte de Trani, second fils du roi Ferdinand II des Deux-Siciles. Les deux couples vivent en exil à Rome où les deux sœurs, inséparables, sont souvent rejointes par leurs autres sœurs et reforment alors le cercle de Possi.
À l'instar de sa sœur et belle-sœur Marie-Sophie, Mathilde s'entend mal avec son mari. Le prince, jeune homme plein de vie, s'était brillamment illustré dans la défense de la forteresse de Gaëte et avait vivement reproché à son demi-frère l'abandon de la citadelle. Amer, il se réfugie dans l'alcoolisme et la débauche. Le couple Trani vit une séparation officieuse, Mathilde voyageant à travers l'Europe en compagnie de sa sœur, bénéficiant du soutien financier de la famille Rothschild. Mathilde prend un amant, le diplomate espagnol Salvador Bermudez de Castro, marquis de Lema (dont elle aurait eu une fille en janvier 1864) puis se réconcilie avec son mari.
Le 15 janvier 1867, Mathilde met au monde une fille, Marie-Thérèse-Madeleine. La jeune Marie-Thérèse sera très proche de sa cousine, l'archiduchesse Marie-Valérie d'Autriche, et épousera en 1889 Guillaume de Hohenzollern. Le couple donnera une petite-fille Augusta-Victoria (qui épouse en premières noces son cousin au second degré Manuel II) et deux petits-fils (Frédéric de Hohenzollern et François-Joseph de Hohenzollern-Emden) à Mathilde, veuve depuis 1886.

En effet, le 8 juin 1886, le corps du comte de Trani, aurait été découvert sans vie dans un hôtel parisien; des rumeurs prétendent que cette version a été inventée pour préserver la bienséance, éviter le scandale et permettre des obsèques religieuses (le défunt est le beau-frère du très catholique empereur d'Autriche), mais qu'en réalité le comte se serait jeté dans le lac de Zug en Suisse (à l'instar de leur cousin le roi de Bavière, déclaré fou qui se noya à cette époque dans le lac de Starnberg) et l'on a parlé, sans vraiment savoir, de suicide.

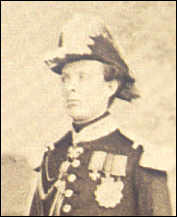
Son époux Louis de Bourbon, comte de Trani.

### Fin de vie
Mathilde s'installe avec sa fille dans la ville thermale de Baden-Baden.
Trois ans plus tard, c'est le fils d'Élisabeth, l'archiduc Rodolphe d'Autriche, qui est découvert sans vie dans un pavillon de chasse au côté de sa maîtresse, une jeune fille mineure. Hélène, princesse de Tours et Taxis, l'aînée de la fratrie, a aussi perdu un fils précocement et a dû être internée pendant quelque temps. Une autre sœur, Sophie Charlotte, duchesse d'Alençon, a aussi passé plusieurs mois dans une clinique pour soigner ses nerfs malades. À chaque fois, les princesses étaient soutenues par leur frère Charles-Théodore qui, veuf à 28 ans, avait quitté l'armée pour entreprendre tardivement des études de médecine avant de devenir un ophtalmologue réputé.
Hélène et Sophie-Charlotte trouvent un certain réconfort dans la religion. La première meurt en 1890 à 56 ans, la seconde périt brûlée vive dans l'incendie du Bazar de la Charité à Paris en 1897. L'année suivante, Élisabeth est assassinée à Genève. Mathilde n'a pas non plus été épargné par les épreuves. À l'instar de ses frères et sœurs, elle souffre de tendances dépressives et son frère, le prince-médecin Charles-Théodore, déclare non sans humour « nous avons tous un grain dans la famille ».
Plus grave, sa fille unique, la princesse de Hohenzollern développe une sclérose en plaques, maladie dégénérative face à laquelle la médecine de l'époque se déclare impuissante. Mathilde, trois fois grand-mère, se consacre entièrement à son unique enfant. Marie-Thérèse meurt en 1909, âgée de 42 ans.
En 1912, sa petite-fille Augusta-Victoria de Hohenzollern épousait l'ex-roi Manuel II de Portugal mais le couple n'aura pas d'enfant.
La petite Spatz avait depuis longtemps perdu sa gaieté et sa vivacité. Comme ses sœurs, elle était une femme brisée. Elle survécut encore à la Grande Guerre et vit s'effondrer les monarchies séculaires européennes. Sa sœur et elle durent se résoudre à économiser. En 1923-1924, la comtesse de Trani eut un accident qui l'obligea à porter une prothèse rééducatrice qui la fit beaucoup souffrir.
Sa sœur et souveraine Marie, ex-reine des Deux-Siciles s'éteignit au début de l'année 1925 non sans s'être opposée - en vain - au futur mariage de sa petite-nièce Marie-José de Belgique avec le prince héritier d'Italie, arrière-petit-fils de "l'usurpateur". Mathilde la suivit de peu et s'éteignit le 18 juin de la même année. Elle était la dernière survivante de sa fratrie.

## Titulature et décorations

### Titulature
- 30 septembre 1843 – 5 juin 1861 : Son Altesse Royale la duchesse Mathilde Mathilde en Bavière.
- 5 juin 1861 – 8 juin 1886 : Son Altesse Royale la comtesse de Trani, princesse des Deux-Siciles, Duchesse en Bavière.
- 8 juin 1886 – 18 juin 1925 : Son Altesse Royale la comtesse douairière de Trani, princesse des Deux-Siciles, Duchesse en Bavière.

### Décorations dynastiques
Autriche-Hongrie
| Ordre de la Croix étoilée | Dame de l'ordre de la Croix étoilée |

 Royaume de Bavière
| Ordre de Thérèse          | Dame d'honneur de l'ordre de Thérèse                   |
| Ordre de Sainte-Élisabeth | Dame de première classe de l'ordre de Sainte-Élisabeth |